# Битва при Ицукусиме
Битва при Ицукусиме (яп. 厳島の戦い ицукусима-но татакаи) — битва, которая произошла 16 октября 1555 году на острове Ицукусима в провинции Аки (совр. префектура Хиросима) между войсками рода Мори под командованием Мори Мотонари и рода Оути под командованием Суэ Харукаты. Она завершилась победой Мори Мотонари, которая открыла ему путь к завоеванию региона Тюгоку. С другой стороны, разгром сил Оути повлек быстрый упадок и уничтожение этого когда-то могущественного рода. Эта битва является одной из самых выдающихся в военной истории Японии.